# Nihel Cheikh Rouhou
Nihel Cheikh Rouhou (ar. نهال شيخ روحو; ur. 5 stycznia 1987) – tunezyjska judoczka. Czterokrotna olimpijka. Zajęła siódme miejsce w Rio de Janeiro 2016; dziewiąte w Londynie 2012 i Tokio 2020 i czternaste w Pekinie 2008. Walczyła w wadze ciężkiej.
Brązowa medalistka mistrzostw świata w 2017; siódma w 2007, 2014 i 2021; uczestniczka zawodów w 2008, 2009, 2010, 2011, 2015, 2018, 2019 i 2022. Startowała w Pucharze Świata w latach 2010–2012, 2014–2016 i 2022. Srebrna medalistka igrzysk śródziemnomorskich w 2013, 2018 i 2022; brązowa w 2009. Mistrzyni igrzysk afrykańskich w 2007, 2011, 2015 i 2019. Zdobyła dwa medale na igrzyskach panarabskich w 2011, a także na Igrzyskach frankofońskich. Dwudziestodwukrotna medalistka mistrzostw Afryki w latach 2008 - 2021.

## Letnie Igrzyska Olimpijskie 2008
| Konkurencja | Eliminacje           | Eliminacje           | Klas. końcowa |
| Konkurencja | Przeciwnik I         | Przeciwnik II        | Miejsce       |
| ----------- | -------------------- | -------------------- | ------------- |
| +78 kg      | Carmen Chalá (ECU) Z | Kim Na-young (KOR) P | 14.           |

## Letnie Igrzyska Olimpijskie 2012
| Konkurencja | Eliminacje                    | Klas. końcowa |
| Konkurencja | Przeciwnik I                  | Miejsce       |
| ----------- | ----------------------------- | ------------- |
| +78 kg      | Maria Suelen Altheman (BRA) P | 9.            |

## Letnie Igrzyska Olimpijskie 2016
| Konkurencja | Eliminacje           | Eliminacje            | Repasaże            | Klas. końcowa |
| Konkurencja | Przeciwnik I         | 1/4                   | Przeciwnik I        | Miejsce       |
| ----------- | -------------------- | --------------------- | ------------------- | ------------- |
| +78 kg      | Larisa Cerić (BIH) Z | Emilie Andéol (FRA) P | Kayra Sayıt (TUR) P | 7.            |

## Letnie Igrzyska Olimpijskie 2020
| Konkurencja | Eliminacje              | Eliminacje        | Klas. końcowa |
| Konkurencja | Przeciwnik I            | Przeciwnik II     | Miejsce       |
| ----------- | ----------------------- | ----------------- | ------------- |
| +78 kg      | Sarah Adlington (GBR) Z | Xu Shiyan (CHN) P | 9.            |